# 짐 데이비스 (배우)

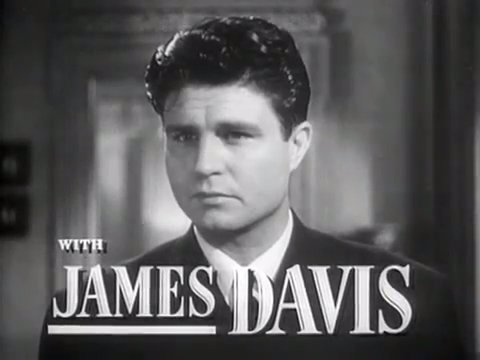

짐 데이비스(Jim Davis), 1909년 8월 26일 ~ 1981년 4월 26일)는 미국의 배우이다. 댈러스 (1978년 드라마)로 유명해졌다.
미주리주 북부 플랫군 Edgerton에서 태어났다. 71세의 나이로 캘리포니아주 노스리지의 자신의 집에서 사망했다.

## 참여 작품

### 영화
- 왓 넥스트 코포럴 하그로브
- 대통령의 여인
- 보텀 오브 더 보틀
- 황야의 7인
- 엘도라도 (1966년 영화)
- 몬티 월쉬 (1970년 영화)
- 리오 로보
- 빅 제이크
- 배드 컴퍼니 (1972년 영화)
- 원 리틀 인디언
- 암살단 (영화)
- 절망속에 핀 사랑
- 콰이어보이
- 컴스 호스맨

### 텔레비전
- 보난자 (드라마)
- 호보 (드라마)
- 제6지대
- 스트리트즈 오브 샌프란시스코
- 댈러스 (1978년 드라마)